# Perła śmierci
Perła śmierci (ang. The Pearl of Death) – amerykański film typu mystery z 1944 roku w reżyserii Roya Williama Neilla na podst. opowiadania Sześć popiersi Napoleona sir Arthura Conana Doyle’a. Dziewiąty z czternastu filmów z Basilem Rathbone’em jako Sherlockiem Holmesem i Nigelem Bruce’em jako doktorem Watsonem.

## Obsada
- Basil Rathbone – Sherlock Holmes
- Nigel Bruce – dr John H. Watson
- Evelyn Ankers – Naomi Drake
- Dennis Hoey – inspektor Lestrade
- Miles Mander – Giles Conover
- Ian Wolfe – Amos Hodder
- Charles Francis – Digby
- Holmes Herbert – James Goodram
- Richard Nugent – Bates
- Mary Gordon – pani Hudson
- Rondo Hatton – The Creeper
- Wilson Benge – steward
- Billy Bevan – konstabl
- Harry Cording – George Gelder
- Al Ferguson – ochroniarz #1
- Colin Kenny – ochroniarz #2
- Connie Leon – Ellen Carey
- John Merkyl – dr Julien Boncourt
- Leyland Hodgson – celnik
- Lillian Bronson – pokojówka
- Harold De Becker – Boss
- Leslie Denison – sierżant Murdock
- J.W. Austin – sierżant Bleeker
- Arthur Mulliner – Thomas Sandeford
- Arthur Stenning – drugi steward
- Eric Wilton – szofer Conovera
- Charles Knight – brodacz Man
- Audrey Manners – nauczycielka